# Boston Gazette
Le Boston Gazette est un journal américain publié à Boston de 1719 à 1798. 
Hebdomadaire, il est fondé par William Brooker, qui venait d'être nommé maître de poste de Boston. Son premier numéro parait le 21 décembre 1719. Le Boston Gazette est considéré comme le journal le plus influent de l'histoire américaine, en particulier dans le années qui ont précédé et suivi la révolution américaine,. En 1741, le Boston Gazette incorpore le New-England Weekly Journal, fondé par Samuel Kneeland et continue de paraître sous le titre Boston-Gazette. Parmi ses contributeurs célèbres, il y eut, entre autres, Samuel Adams, Paul Revere et Phyllis Wheatley.

## Histoire
Pendant des années, avant que les premiers coups de feu ne soient tirés sur Lexington Green, Samuel Adams, Joseph Warren, Josiah Quincy II (en), James Otis, Benjamin Edes (en) et John Gill écrivaient des articles dans le Boston Gazette, se rebellant contre l'autorité royale. Adams en écrit tant, sous de nombreux pseudonymes (au moins 25), que les historiens ne savent même pas exactement combien il en a écrits. C'est le Boston Gazette qui engage Paul Revere pour créer sa gravure du Massacre de Boston,. 
Les responsables britanniques en veulent au Boston Gazette car ils craignent qu'elle ne sape leur autorité. Les officiers britanniques ont inscrit le nom du journal sur une liste d'institutions ennemies à capturer et, si possible, à détruire,,.
Les Fils de la Liberté se sont rencontrés au Boston Gazette. C'est là qu'ils ont assombri leur visage, se déguisant en Indiens Mohawks avant de se mettre à déverser du thé britannique dans le port de Boston (Boston Tea Party),,. 